# Ostjiddische Dialekte

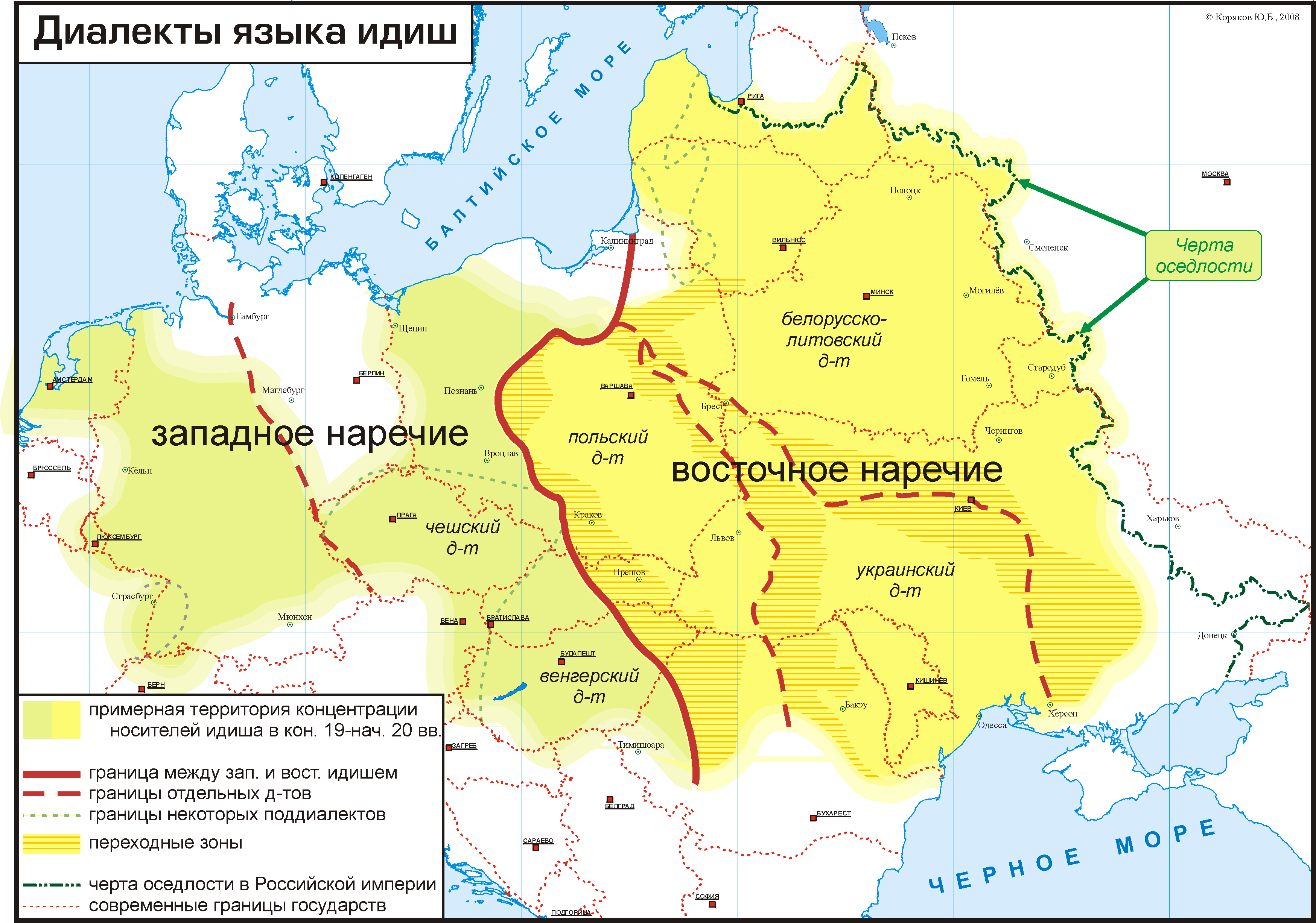
Frühere Verbreitung ostjiddischer Dialekte (dunkleres gelb) mit dem polnischen (im Westen), litauisch-weißrussischen (Nordosten) und ukrainischen Dialekt und dem kurländischen Unterdialekt (grüne Strichlinie an der Ostsee). Daneben westjiddische Dialekte (helleres grün). Karte des Linguarium-Projektes der Lomonossow-Universität (russisch). Die gestrichelte grüne Linie östlich des Verbreitungsgebietes bezeichnet die Grenze des Ansiedlungsrayons.

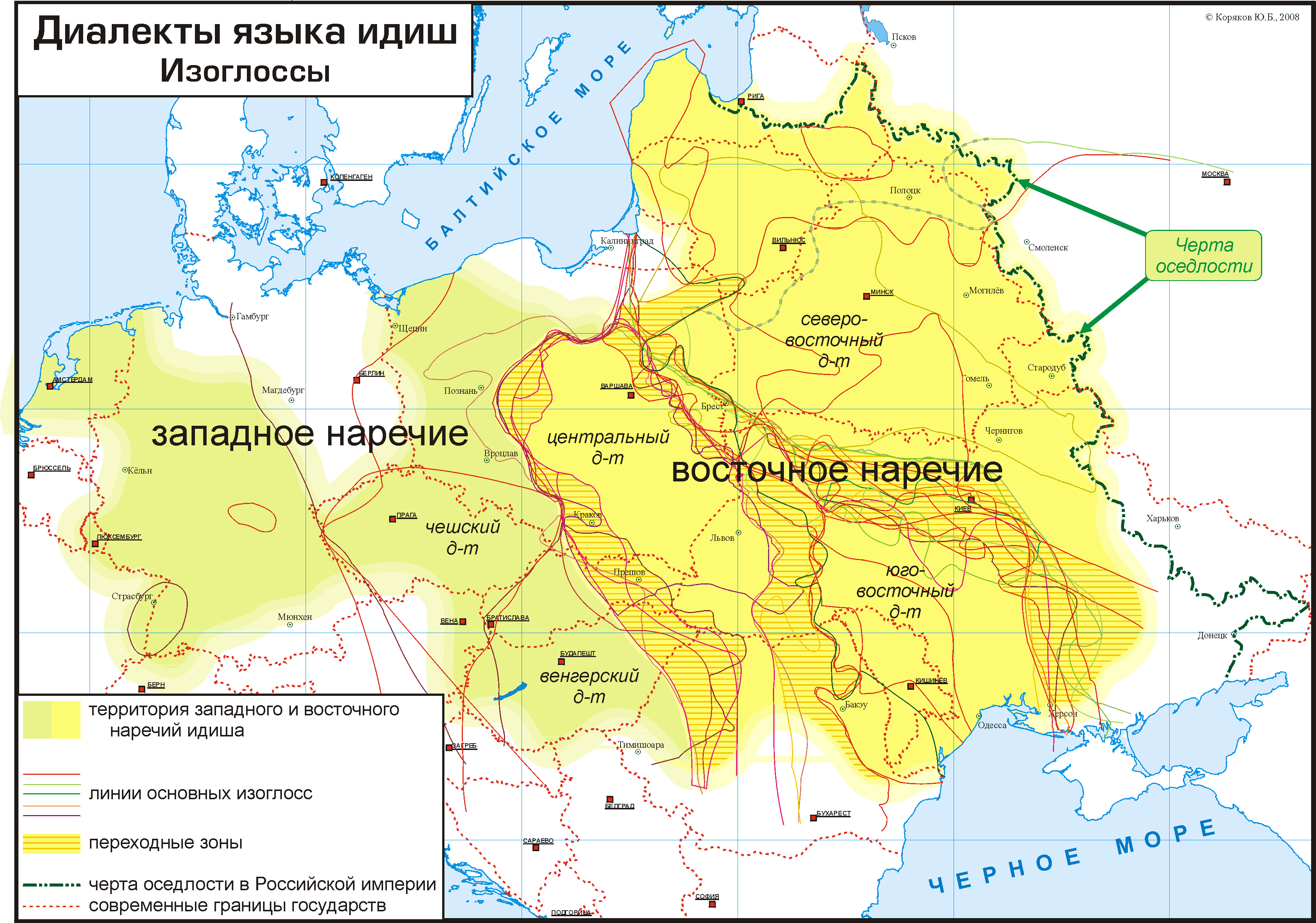
Jiddische Dialekte mit Isoglossen, schraffiert die Übergangsgebiete. Die ostjiddischen Dialekte werden hier als Zentral-, Nordost- und Südostdialekt bezeichnet. Linguarium-Karte (russisch).
наречие = Mundart (Dialekt), западное наречие = westliche Mundart, восточное наречие = östliche Mundart
линии основных изоглосс = Linien der Hauptisoglossen
переходные зоны = Übergangszonen

Die ostjiddischen Dialekte gehören zur jiddischen Sprache und wurden von den meisten Juden in Ostmitteleuropa und Osteuropa gesprochen. Auf der Basis der ostjiddischen Dialekte wurde von den jiddischen Schriftstellern, sonstigen Kulturschaffenden und Philologen die jiddische Standardsprache geschaffen.

## Klassifizierung
Es wurden verschiedene Klassifizierungen der ostjiddischen Dialekte entwickelt.
Die beiden Hauptdialektgruppen des Jiddischen sind Ostjiddisch und Westjiddisch. Im Ostjiddischen gibt es zwei klare Gruppen: o- und u-Dialekte. Zu den ersteren gehören die zwei verbreitetsten Dialekte: Zentralostjiddisch (das polnische Jiddisch) und Südostjiddisch (das ukrainische oder ostgalizische Jiddisch). Es gibt Unterschiede im Plural in den meisten Gebieten. Die nordöstliche Gruppe (das litauische Jiddisch, litwisch) weist auch einen Unterschied auf: Das nicht weiter markierte Litwisch wird ßtam-litwisch „gewöhnliches Litwisch“ genannt und bezeichnet den Dialekt, den man meint, wenn von litwisch oder nordostjiddisch ohne weitere Einzelheiten die Rede ist. Deutliche Abweichungen kennzeichnen das (früher) in Kurland gesprochene Jiddisch, das Kurländer Jiddisch.
Diese Methode reicht jedoch für das Südostjiddische mit beschriebenen Zwischen- und Mischdialekten nicht aus. Auch das Südostjiddische allein weist etliche Merkmale einer Mischung zwischen zentralostjiddisch und nordostjiddisch auf.

## Merkmale jiddischer Dialekte

### Weitere Merkmale deslitwischen Dialekts
- Es existiert kein neutrales Genus.
- Statt standard- und südjiddisch dich und mich wird dir und mir gesagt.
- Statt des standard- und südjiddischen Präfix ze- wird zu- verwendet, zum Beispiel zumischt statt standardsprachlich zemischt (gemischt)

### Weitere Merkmale despolnischen Dialekts
- Neben dem auch im Standard-, Nordost- und Südostjiddischen bekannten Personalpronomen ir, ajch werden die ursprünglich dualischen Formen ez, enk gebraucht.